# Lamothe-Cumont
Lamothe-Cumont ist eine französische Gemeinde mit 126 Einwohnern (Stand 1. Januar 2022) im Département Tarn-et-Garonne in der Region Okzitanien. Sie gehört zum Arrondissement Castelsarrasin und zum Beaumont-de-Lomagne. 
Sie grenzt im Nordwesten an Castéron (Berührungspunkt), im Norden an Glatens, im Osten und im Südosten an Gimat und im Südwesten und im Westen an Cumont.

## Bevölkerungsentwicklung
| Jahr      | 1962 | 1968 | 1975 | 1982 | 1990 | 1999 | 2008 | 2015 |
| --------- | ---- | ---- | ---- | ---- | ---- | ---- | ---- | ---- |
| Einwohner | 121  | 84   | 87   | 86   | 75   | 86   | 115  | 114  |

## Sehenswürdigkeiten

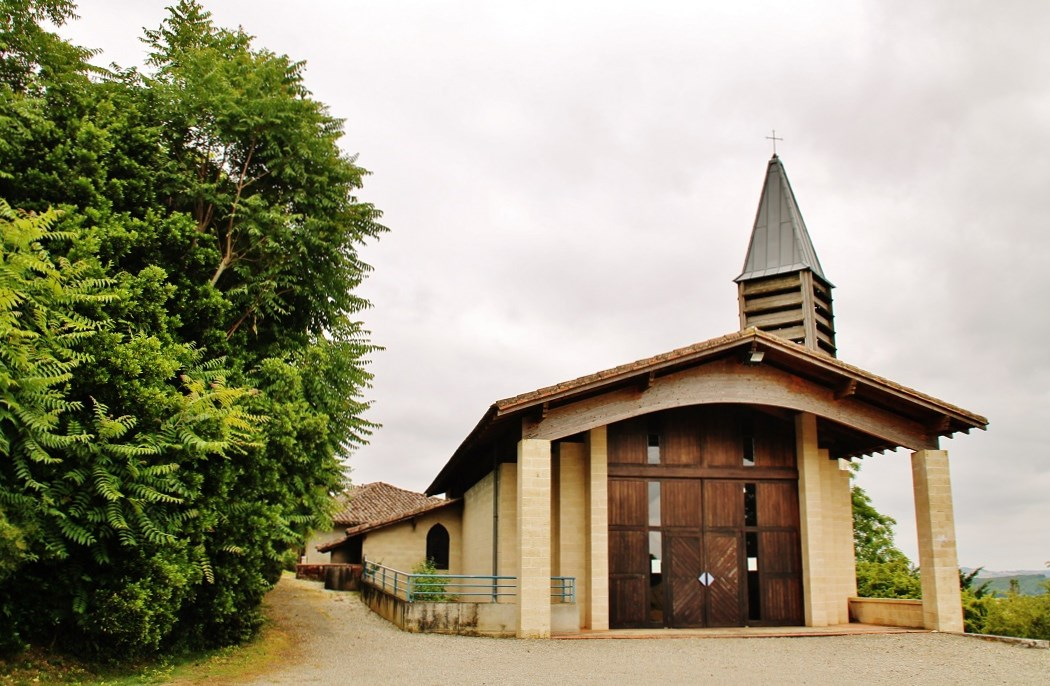
Kirche Saint-Orens

- Kirche Saint-Orens
- Schloss aus dem 19. Jahrhundert